# Casaforte di Planaval
Das Casaforte di Planaval ist ein festes Haus im Ortsteil Planaval der Gemeinde Arvier im Valgrisenche, einem Seitental des Aostatals. Das Haus liegt auf einem kleinen Felsvorsprung über dem Muliweg von Planaval zum Hauptort Arvier und ist mit seiner Lage auf 1533 m s.l.m. das höchstgelegene feste Haus in der Region Aostatal. Es wird auch Casaforte dei Signori d’Avise oder Casaforte di Rodolfo d’Avise genannt. Es ist heute in privater Hand und nicht öffentlich zugänglich.

## Beschreibung

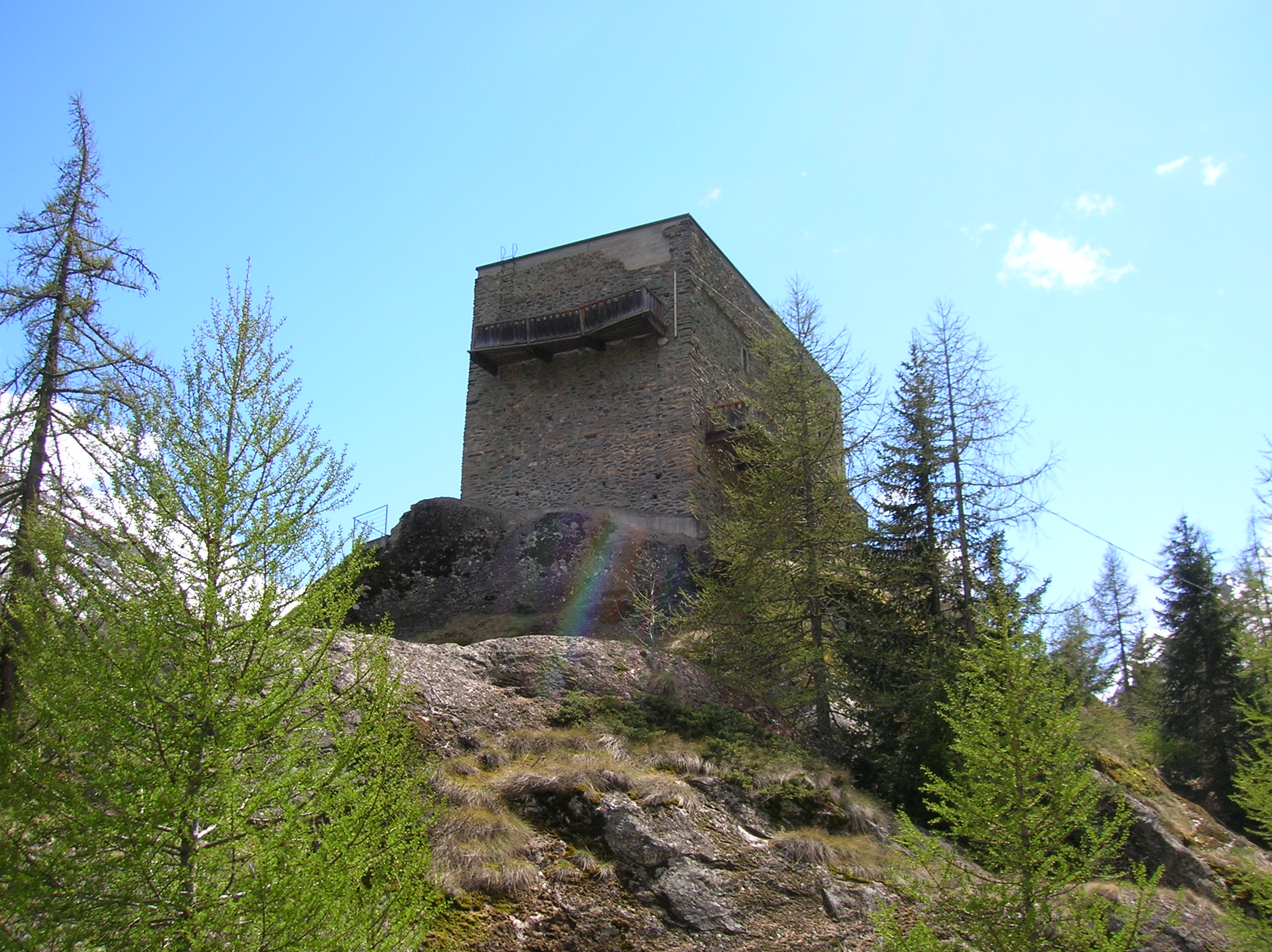
Zwei der erhaltenen Fassaden

Hauptansicht von Westen im Jahre 1312. Zeichnung von Carlo Nigra auf Basis von Skizzen von Alfredo d’Andrade

Trotz der strategischen Bedeutung des Casaforte di Planaval sind dessen Maße irreführenderweise bescheiden: Der Grundriss misst 15,5 Meter × 10 Meter.
Das Casaforte di Planaval ist der Stammvater aller Festungen vom Typ „Monoblock“; eine seiner größten Nachahmerinnen ist die Burg Ussel. Das Gebäude hatte ursprünglich drei Stockwerke: Ein Erdgeschoss, ein erstes Obergeschoss und ein zweites Obergeschoss, die durch – heute nicht mehr existierende – Zwischengeschossen voneinander getrennt waren. Das Dach, das mit zwei Regenrinnen versehen war, die das Regenwasser durch kleine, quadratischen Öffnungen entlang der Wände ableiteten, ist ebenfalls, zusammen mit den quadratischen Zinnen, eingestürzt.
Das gesamte Gebäude ist aus einfachen, nur grob behauenen Steinen, unterstützt durch besser quadratisch geformte Ecksegmente, erbaut.
Die Zugangstüre, verziert mit einem steinernen Architrav liegt im ersten Obergeschoss, wie es bei mittelalterlichen Festungen üblich war. Sie war über eine Leiter, die sich auf eine Holzgalerie stützte, erreichbar. Auf diese Galerie weisen heute nur noch die Öffnungen für die Tragkonsolen hin.
Eine weitere Hilfstüre liegt vor der erstgenannten, auf der Rückseite, als „Rettungstüre“ über einem schmalen, überhängenden Fluchtweg. Die Fenster waren wenige und wenig lichtdurchlässig; es gibt keine Spuren von offenen Kaminen. Auf einer Schmalseite des Gebäudes springt im zweiten Obergeschoss ein Aborterker hervor.
Unter dem festen Haus gibt es Spuren eines Gletschertopfes, ein Nachweis für die Arbeit des Gletschers.
Bei einer Restaurierung Ende des 20. Jahrhunderts entdeckte man die drei bis heute erhaltenen Umfassungsmauern (auf der Nordseite, der Ostseite und der Westseite), die heute in eine historische Struktur aus armiertem Beton „ohne Einhaltung der architektonischen Realität“ integriert sind.

## Geschichte

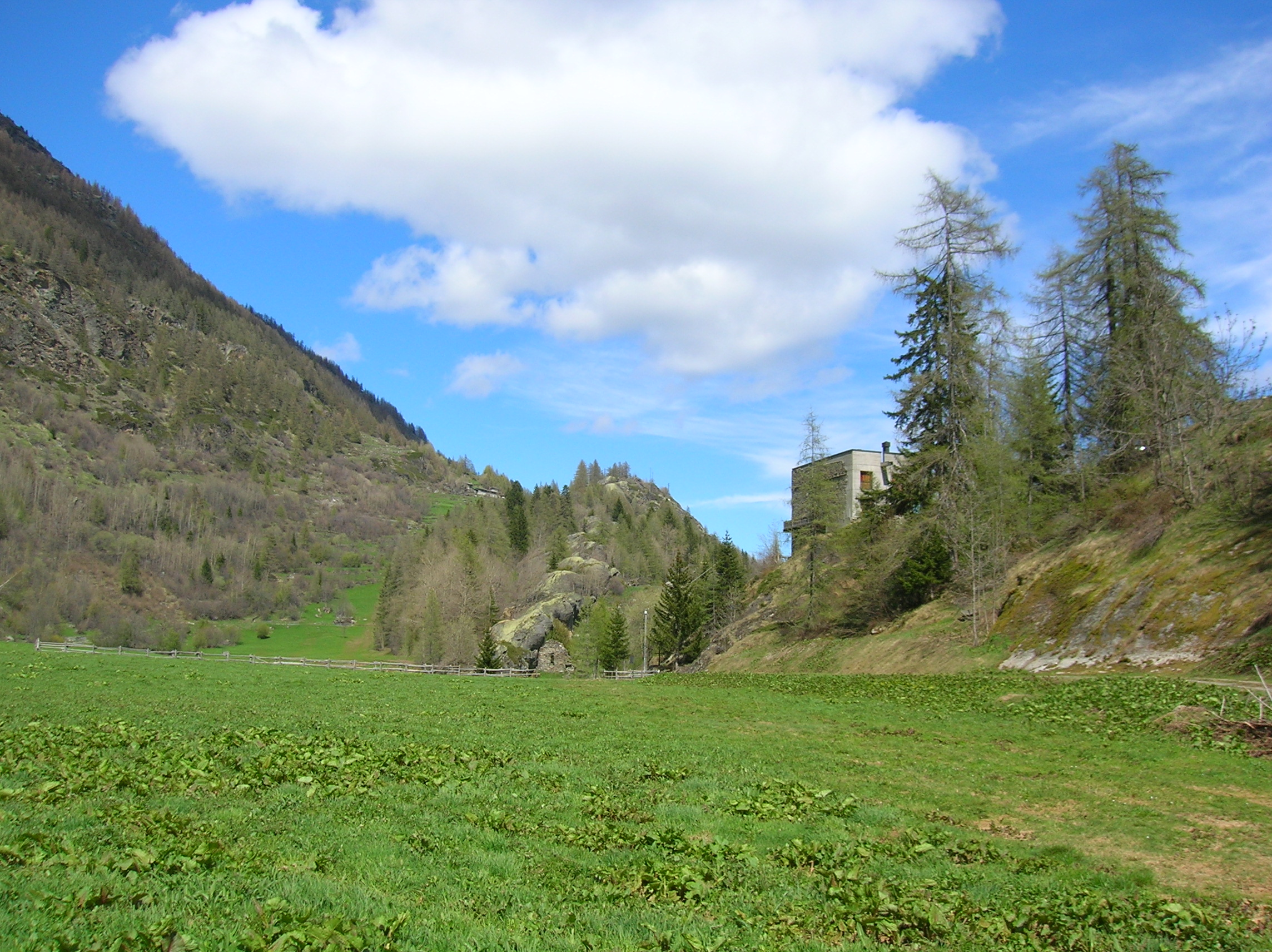
Strategisch günstige Lage des festen Hauses

Das Casaforte di Planaval hat seit seinen Anfängen eine unruhige Geschichte. Dennoch könnte laut Giuseppe Giacosa das Gebäude aus dem 10. Jahrhundert stammen, laut anderen Quellen könnte es um 1330 auf Geheiß von Rodolfo d’Avise aus der Adelsfamilie der D'Avises, einer der ältesten Adelsfamilien des Aostatales, bekannt für ihre weitläufige Besitzungen, an der Straße zum Col du Mont erbaut worden sein, die damals nach Savoyen führte. Rodolfo d’Avise war damals schon Burgherr des Castello di Montmayeur und des heute nicht mehr existierenden Castello di Rochefort in Léverogne. Durch den Bau des Casaforte di Planaval sicherte er sich die strategische Kontrolle über eine weitere Handelsroute nach Frankreich.

Grundriss des festen Hauses im Jahre 1312. Zeichnung von Carlo Nigra auf Basis von Skizzen von Alfredo d’Andrade

Anderen Quellen zufolge begann der Bau des festen Hauses ab 1312, aber das Projekt von D’Avise gefiel dem Balivo von Aosta nicht, der damals in Chambéry residierte und für das Haus Savoyen die verwaltungsmäßige und militärische Kontrolle über die Burgherren des Balivats hatte. Wie Jean-Baptiste de Tillier aufgezeichnet hat, meinte der Balivo, dass Rodolfo nicht das Recht hatte, die Gegend um Planaval als Lehen zu nehmen, und brachte den Streitfall daher vor den Commissario del Sovrano. Erst nach dem Urteil in seinem Sinne konnte Rodolfo d’Avise noch im Jahr 1312 mit dem Bau fortfahren. Es ist dokumentiert, dass Rodolfo d’Avise dem Haus Savoyen am 3. November 1332 für das Casaforte di Planaval seine feudale Hommage erwies.
Im 15. Jahrhundert wurde das reiche Lehen der D’Avises unter den vier Erben der Familie aufgeteilt: Jean der Jüngere wurde der Herr von Runaz, Jean der Ältere wurde der Herr von Valgrisenche, Boniface d’Avise wurde Herr von Avise, während Rolet d’Avise die Besitztümer Léverogne und Planaval erbte und damit auch das Casaforte di Planaval. Die verschiedenen Zweige der Familie D’Avise unterscheidet man dank der Namen ihrer Besitzungen; so erhielten die D’Avises di Planaval ihren Namen.
Rolet d’Avise folgte dessen Sohn Théodule und diesem dessen Erstgeborener, Jean, nach, der Karriere machte und zunächst Mitglied des Magistrats von Savoyen und später Senator von Savoyen wurde; seine Besitzungen hinterließ er seinen Nachkommen. Von diesen hatte Prospero d’Avise keine Söhne und machte testamentarisch seine Neffen Claude und Josué Blonay, die Söhne eines Adligen der Familie Blonay und seiner Schwester, zu Erben. Claude wurde das Lehen nach dem Tod seiner Mutter im März 1649 übertragen. 1663 gelang es dann den Herren von Planaval, von Herzog Karl Emanuel II., das Baronat zu erhalten.

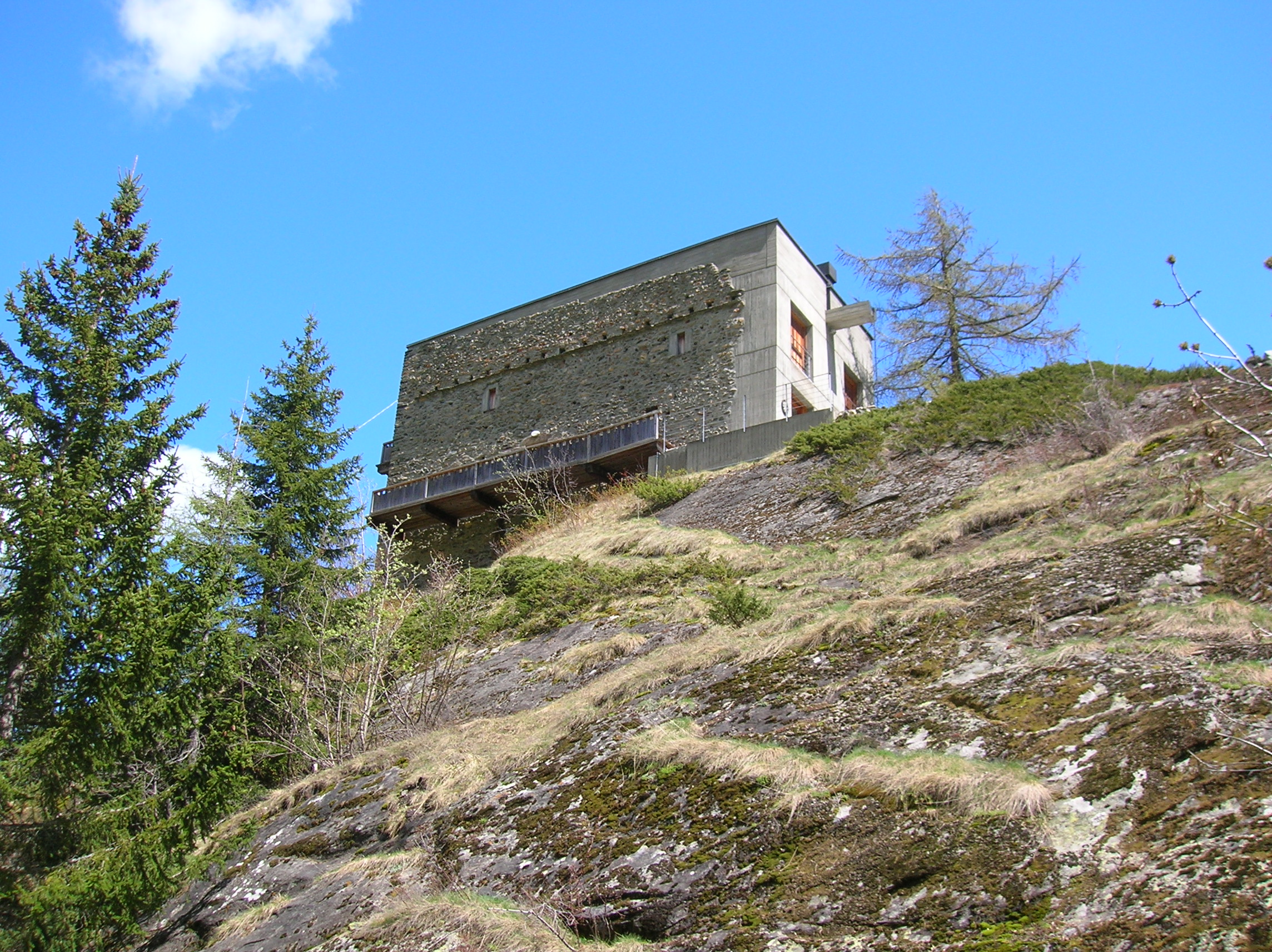
Die Umbauten im 20. Jahrhundert

In Bezug auf Planaval, Rochefort und Montmayeur berichtet der Historiker des 18. Jahrhunderts, Jean-Baptiste de Tillier:

Ces châteaux n’étaient à proprement parler que des maisons fortes, destinées à faciliter la protection et la défense des différents ressorts de la jurisdiction en temps de guerre entre Seigneurs. Lorsqu’elles eurent cessé de servir pour cet usage, ces sauvages demeures furent laissées dans un tel abandon, quelles ne tardèrent pas à tomber entièrement en ruines. On ne les reconnaît aujourd’hui que par quelques vestiges et de méchants lambeaux de murailles que les injures du temps n’ont pas encore pu anéantir.

„Diese Burgen waren, um die Wahrheit zu sagen, nichts Anderes als feste Häuser, die der Unterstützung für den Schutz und die Verteidigung verschiedener jurisdiktionaler Kompetenzen („Ressort“) der Herren in Kriegszeiten dienten. Sofort, als sie aufhörten, diesem Zweck zu dienen, wurden diese wilden Wohnstätten derartig dem Verfall preisgegeben, dass sie wenig später zu Ruinen geworden waren. Man kann sie heute nur noch an einigen Überresten und zerschlagenen Mauerfetzen erkennen, die die Verwüstungen der Zeit noch nicht zerstören konnten.“

Im 20. Jahrhundert war das feste Haus wieder zu einer Ruine verfallen, bis man es 1978 von Grund auf restaurierte.